# Nicolas Payen

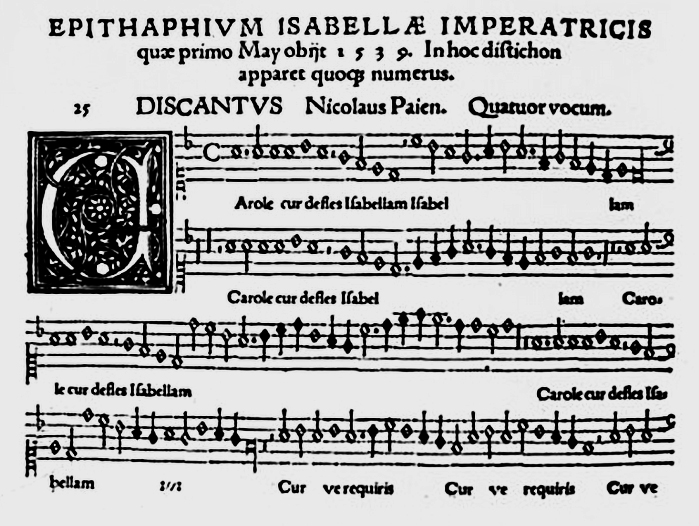
Partition von Nicolas Payen

Nicolas Payen (* um 1512 in Soignies; † Februar 1559 in Brüssel) war ein franko-flämischer Komponist und Kapellmeister der Renaissance.

## Leben und Wirken
Nach Aussage des belgischen Musikforschers François-Joseph Fétis (1784–1871) bekam Nicolas Payen seine früheste musikalische Ausbildung an der Kirche St. Vincent seines Heimatorts. Er ist danach wahrscheinlich zwischen 1522 und 1529 Chorknabe bei der capilla flamenca von Kaiser Karl V. gewesen. Sein Name erscheint ab 1525 in den Pfründe-Listen der Gemeinden in Mons und Gorinchem. Nach dem Stimmbruch könnte er aber seine musikalische Ausbildung an einem nicht näher bekannten Ort fortgesetzt haben, weil es für die folgenden fünf Jahre über ihn keine Informationen gibt. Die kaiserliche Hofhaltung führt ihn dann wieder seit 1534 in den Gehaltslisten. Nachdem Kaiserin Isabella von Portugal, die Ehefrau von Karl V., am 1. Mai 1539 im Alter von 36 Jahren verstorben war, verfasste Payen die musikalische Elegie „Carole cur defles“ („Karl, warum weinst du“) auf ihren Tod. Ab 1540 wirkte er in dieser Hofkapelle als clerc d’oratoire und chapelain des hautes messes. Im Jahr 1548, in der Zeit des „Augsburger Interims“, erschien in Augsburg eine Motettensammlung (Anthologie) mit dem Titel „Ab eximiis et praestantibus Caesarea Maiestatis Capellae musicis“; hier ist unter den Autoren Cornelius Canis (um 1506 – 1561), Thomas Crécquillon (um 1508 – 1557) und Jean Lestainnier auch der Name von Nicolas Payen aufgeführt. Die Wertschätzung des kaiserlichen Hofs für ihn ergibt sich auch aus seiner Ernennung zum Hofkapellmeister 1556, nachdem Canis von diesem Amt im Jahr 1555 zurückgetreten war. Als Karl V. im Oktober 1555 abgedankt hatte, wurde sein Sohn Philipp II., König von Spanien, sein Nachfolger. Payen trat daraufhin als Hofkapellmeister in dessen Dienste. 1558 wurde er noch zum Kanoniker an der Kollegiatkirche in Tournai ernannt. Ein Jahr später starb der Komponist Ende Februar 1559 in Brüssel und wurde am 6. März des Jahres auf dem Friedhof der dortigen Kirche St. Gudula beigesetzt.

## Bedeutung
Das erhaltene Werk von Nicolas Payen ist nicht sehr umfangreich, jedoch nach einhelliger Aussage von Musikwissenschaftlern von hoher Qualität. Unter seinem Namen sind zwölf Motetten und sechs Chansons überliefert, die alle zwischen 1538 und 1554 in Sammlungen erschienen sind, mit Ausnahme der Motette „Nunc dimittis“. Seine Motetten stehen dem Stil nach Josquin nahe, hauptsächlich wegen seines Einsatzes von Stimmpaaren und der typisch durchsichtigen kontrapunktischen Schreibweise, z. B. in der erwähnten Motette „Carole cur defles“. Auf der anderen Seite zeigt sein Stil auch Ähnlichkeiten mit seinen Zeitgenossen Nicolas Gombert und Jacobus Clemens non Papa. Die Chansons von Nicolas Payen orientieren sich stilistisch kaum an der damaligen niederländischen Tradition, sondern deutlich mehr an dem Pariser Chansontyp von Claudin de Sermisy, z. B. die Chansons „Fringottes jeunes fillettes“, „Il ya de lognon“ und „Je ne me puis tenir“. In einigen seiner Werke ist auch eine expressive Behandlung des Textes festzustellen, z. B. in der erwähnten elegischen Motette auf den Tod von Kaiserin Isabella.

## Werke
- Motetten, erschienen Augsburg ab 1548
  - „Benedictus Dominus“ zu fünf Stimmen, 1554
  - „Carole cur defles“ zu vier Stimmen, 1545 auf den Tod von Königin Isabella
  - „Confitemur dilecta nostra“ zu vier Stimmen, 1548
  - „Convertemini ad me“ zu vier Stimmen, 1548
  - „Domine demonstrasti mihi“ zu vier Stimmen, 1548
  - „Domine Deus salutis“ zu vier Stimmen, 1548
  - „Eripe me de inimicis“ zu vier Stimmen, 1554
  - „In Gott gelaub ich das er hat“ zu vier Stimmen, 1544
  - „Nisi quuia Dominus“ zu vier Stimmen, 1553
  - „Nunc dimittis“ zu vier Stimmen
  - „Quis dabit capiti“ zu vier Stimmen, 1547 (Staatsmotette)
  - „Resurrectio Christi“ zu vier Stimmen, 1548
- Chansons, erschienen ab 1538
  - „Avecque vous“zu vier Stimmen, 1544
  - „Fringottes jeune fillettes“ zu vier Stimmen, 1538, Lauten-Intabulierung 1546
  - „Hau de par Dieu“ zu vier Stimmen, 1538
  - „Il y a de lognon“ zu vier Stimmen, 1538, Lauten-Intabulierung 1548
  - „Je ne me puis tenir“ zu vier Stimmen, 1543